# Рыжко, Юрий Александрович
Ю́рий Алекса́ндрович Рыжко́ (бел. Юрый Аляксандравіч Рыжко; род. 10 октября 1989, Минск) — белорусский футболист, защитник. Мастер спорта международного класса (2011).

## Карьера

### Клубная
Футболом начал заниматься с 8 лет. Воспитанник минской СДЮШОР-5. Первый тренер — Юрий Вениаминович Рассолько.
Профессиональную карьеру начал в борисовском БАТЭ в 2006 году, выступал за дубль (всего в 2006—2009 годах за дубль БАТЭ провёл 69 матчей, забил 7 мячей). В сезоне 2008 года дебютировал в чемпионате Беларуси. В 2009 году выступал на правах аренды за «Сморгонь». 12 января 2010 года перешёл в жодинское «Торпедо». После трёх проведённых сезонов клубу и футболисту не удалось согласовать условия личного контракта.
В марте 2013 года перешёл в «Слуцк». 30 июля 2013 года расторг контракт с ФК «Слуцк», а 1 августа подписал контракт с ФК «Бухара» из Узбекистана. 10 февраля 2014 перешёл в ФК «Навбахор» из города Наманган.
В августе 2015 года перешёл в «Ислочь». Вместе с командой вышел в Высшую лигу. В сезоне 2016 играл в основном составе на позиции центрального защитника. К сезону 2017 готовился вместе с «Ислочью», однако перед началом чемпионата не попал в заявку и покинул команду.
В июле 2017 года присоединился к новополоцкому «Нафтану». Дебютировал за новый клуб 31 июля в матче против «Слуцка» (1:0), забив гол после подачи с углового. Закрепился в основе новополочан, выступал на позициях центрального защитника и опорного полузащитника. В октябре по результатам дела о договорных матчах был оштрафован на 11,5 тысяч рублей.
В январе 2018 года присоединился к «Смолевичам». В составе команды принимал участие в товарищеских матчах, однако в феврале по результатам дела о договорных матчах получил от Дисциплинарного комитета АБФФ пожизненную дисквалификацию, после чего покинул «Смолевичи».
После решения АБФФ некоторое время работал стюардом на матчах «Смолевичей», также пробовал трудоустроится в чемпионатах Молдовы и Армении.

### В сборной
Бронзовый призёр молодёжного чемпионата Европы 2011 в Дании. Выступал за олимпийскую сборную Беларуси в товарищеских матчах.

## Достижения
БАТЭ
- Чемпион Беларуси: 2008

 Молодёжная сборная
- Бронзовый призёр молодежного чемпионата Европы: 2011

 Ислочь
- Чемпион первой лиги: 2015